# 伊琳娜-卡梅利亞·貝古
伊琳娜-卡梅利亞·貝古（羅馬尼亞語：Irina-Camelia Begu，1990年8月26日—）是羅馬尼亞职业网球女运动员，2005年轉職業。她的WTA生涯最高單打排名為第22（2016年8月22日），最高雙打排名為第35（2012年7月30日）。

## 外部連結
- 伊琳娜-卡梅利亞·貝古的国际女子网球协会官方資料（英文）
- 伊琳娜-卡梅利亞·貝古的國際網球總會 職業／青少年 官方資料（英文）
- Fed Cup - Player profile - Irina-Camelia BEGU (ROU) （页面存档备份，存于）

| 獎項            | 獎項               | 獎項          |
| --------------- | ------------------ | ------------- |
| 前任： 克維托娃 | WTA最佳新秀 2011年 | 繼任： 羅布森 |